# Televisión Deportiva (Corea del Norte)
Televisión Deportiva (en coreano: 체육 텔레비죤) es un canal de televisión estatal de Corea del Norte, enfocado exclusivamente a los deportes. Inicio transmisiones el 15 de agosto del 2015, durante las celebraciones del Día de la Liberación de la Patria.

## Programación
En sus inicios, el canal transmitía los sábados y domingos desde las 19:00 hasta las 22:00; a partir del 2019, empezó a transmitir a partir de las 18:00.
Dado a su nombre, emite eventos deportivos tanto nacionales como internacionales, documentales y programas sobre la historia del deporte en Corea del Norte y del mundo, así como el desarrollo de los deportes de masas. Al igual que Ryongnamsan Television, retransmite a las 20:00 el noticiero de la Televisión Central de Corea.